# Chalcolecta dimidiata
Espèce
Chalcolecta dimidiata est une espèce d'araignées aranéomorphes de la famille des Salticidae.

## Distribution
Cette espèce est endémique de Halmahera aux Moluques en Indonésie,.

## Description
Le mâle holotype mesure 8 mm. La carapace décrit par Gardzińska et Żabka en 2005 mesure 3,00 mm de long sur 2,30 mm et l'abdomen 4,58 mm de long sur 2,33 mm.

## Publication originale
- Simon, 1884 : Note sur le groupe des Diolenii (famille des Attidae) et descriptions d'espèces nouvelles. Annales de la Société Entomologique de Belgique, vol. 28, p. 225-231 (texte intégral).